# Elisa (Santa Fe)
Elisa es una comuna argentina del departamento Las Colonias en la provincia de Santa Fe.
Dista 130 km de la capital provincial, Santa Fe de la Vera Cruz, y 300 km de la ciudad de Rosario.
La comuna fue creada el 31 de octubre de 1914.

## Población
Cuenta con 1721 habitantes (Indec, 2010), lo que representa un incremento frente a los 1,705 habitantes (Indec, 2001) del censo anterior.
| Gráfica de evolución demográfica de Elisa entre 1991 y 2010 |
|                                                             |
| Fuente: Censos nacionales del INDEC                         |

## Santo patrono
San Francisco de Asís, 4 de octubre

## Parroquias de la Iglesia católica en Elisa
| Arquidiócesis | Santa Fe de la Vera Cruz |
| ------------- | ------------------------ |
| Parroquia     | San Francisco de Asís    |